# Етиен Давиньон
Етиен Франсоа Жак Давиньон (на френски: Étienne Francois Jacques Davignon) е белгийски дипломат, политик от Хуманистичния демократичен център и бизнесмен.

## Биография
Той е роден на 4 октомври 1932 година в Будапеща в семейството на дипломати от видната фамилия Давиньон, от която наследява титлата виконт. Завършва право в Льовенския католически университет, след което работи в белгийското външно министерство. През 1974 година става първият ръководител на Международната агенция по енергетика, след това е еврокомисар по вътрешния пазар, митническия съюз и индустриалните въпроси (1977 – 1981) и еврокомисар по индустриалните въпроси и енергетиката (1981 – 1985). След това работи в частния сектор и оглавява големи белгийски компании като банката „Сосиете Женерал дьо Белжик“ и авиокомпанията „Бръсълс Еърлайнс“.